# Taubenbrunnen (Köln)
Der Taubenbrunnen ist eine von Ewald Mataré entworfene, 1953 errichtete Brunnenplastik im Kölner Stadtteil Altstadt-Nord, gelegen vor der Westseite des Kölner Doms bzw. der Domplatte.

## Entstehung und Einweihung
Der Bildhauer Ewald Mataré konzipierte den Brunnen bereits 1950 als Trinkgelegenheit für die „Domtauben“ auf dem Bahnhofsvorplatz. Es war der erste neu gebaute Brunnen in Köln nach dem Zweiten Weltkrieg und der erste abstrakte Brunnen der Stadt. Finanziert wurde er durch eine Stiftung der Bank für Gemeinwirtschaft in Köln, die schließlich auch Einfluss auf den endgültigen Standort nahm: vor dem 1953 fertiggestellten Bankgebäude am Domplatz (heute Domforum).
Die Gesamtkosten des Taubenbrunnens betrugen 16.730 DM; die Metallarbeiten wurden durch die Gießerei Franz Schwarz in Düsseldorf ausgeführt.
Ende Juli 1953 wurde der Grundstein gelegt und dabei eine „unbekannte Taube“ (aus Marzipan) in den Grundboden versenkt. Bei der Einweihung am 4. August – ein „kleines Volksfest“, eine „bezwingend unfeierliche Feier“, oder mit Matarés Worten: „eine reizende kleine frohgemute Angelegenheit“ – waren Personen aus Kultur, Politik und Bankwesen anwesend, u. a. Bürgermeister Robert Görlinger, Josef Haubrich und Hermann Schnitzler. Im Brunnensockel wurde eine von allen Anwesenden unterzeichnete Urkunde versenkt, die Mataré verlas: „[…] daß in dieser hetzenden, gehetzten Zeit der Tauben, nistend an den Türmen unseres Doms, gedacht werde […]“. Der Künstler erinnerte sich in seinem Tagebuch:

„Ein Musiker spielte die erste Strophe von ›La Paloma‹, dann wurde die Hülle vom Mosaikboden entfernt, und als das erste Wasser in drei kleinen Strahlen das kleine Becken gefüllt hatte und nun seinen Spiralweg in der großen Schale nahm, erklang die zweite und dritte Strophe, während eine Flasche Steinhäger von Mund zu Mund ging, vielleicht umstanden 50 Personen den Brunnen. […].“

Nach übereinstimmender Auskunft mehrerer Berichte waren keine Tauben – zu dieser Zeit vor allem als Friedenssymbol verstanden – zu der Feier erschienen.

## Lage und Geschichte

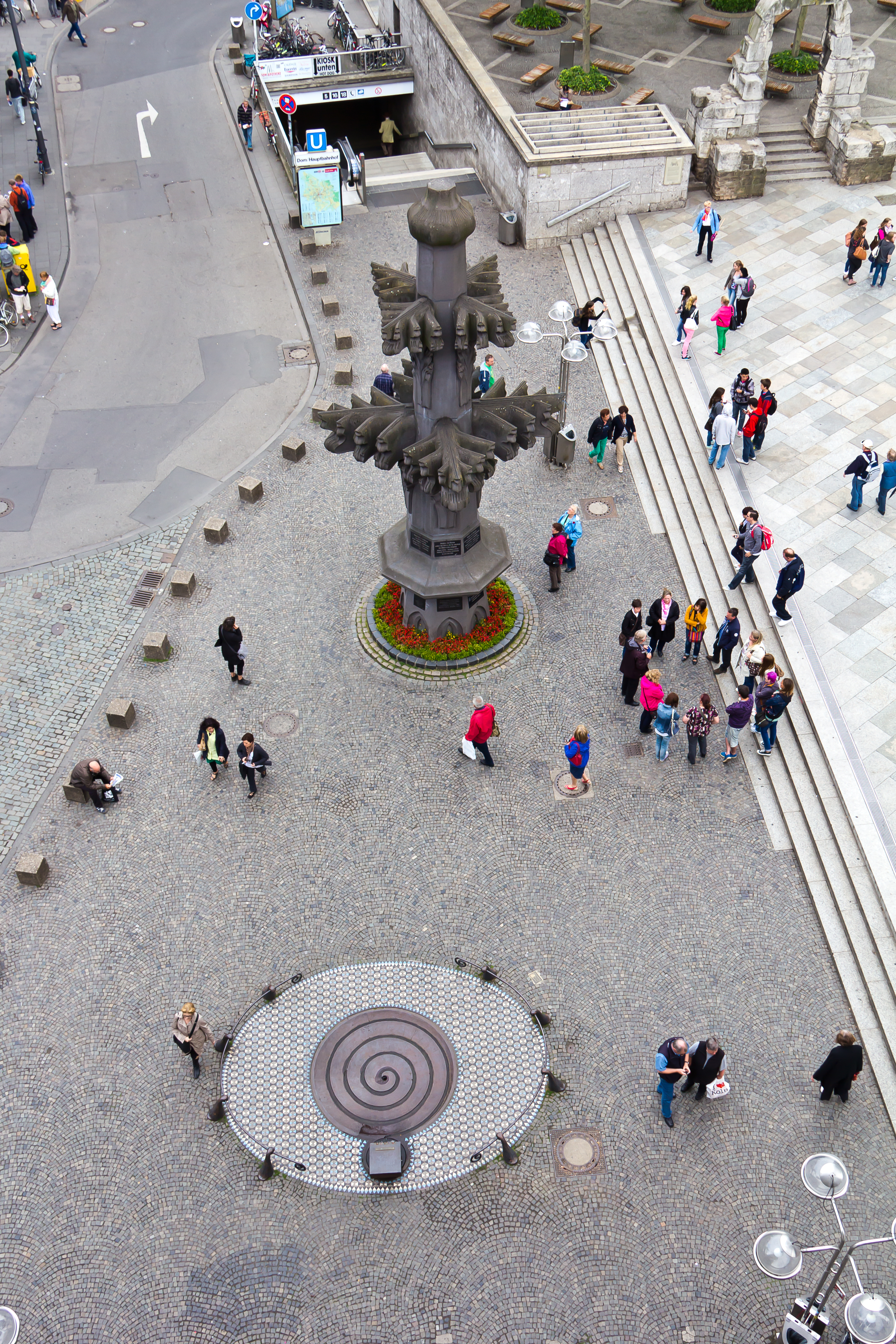
Lage auf dem Kardinal-Höffner-Platz, vom Domforum aus gesehen. Rechts die Domplatte

Der Standort des Brunnens hieß historisch entweder Unter Fettenhennen oder „vor dem Haus Domkloster 3“ (= heutiges Domforum); manchmal findet sich auch die Bezeichnung Am Domkloster oder Domplatz.
Seit der Bereich zwischen Unter Fettenhennen bis zur Trankgasse vor der Domplattentreppe im Jahr 2008 einen eigenen Namen erhalten hat, ist die Adresse Kardinal-Höffner-Platz.
Ursprünglich war der Brunnen für den Bahnhofsvorplatz vorgesehen, wurde dann jedoch am Rand des Domvorplatzes aufgestellt, da der Platz vor dem Bahnhof – einem Tagebucheintrag Ewald Matarés zufolge – nicht der Stadt, sondern der Eisenbahn gehöre. Der gewählte Standort entspreche dann dem Wunsch des Stifters, der Bank für Gemeinwirtschaft. Mataré führt weiterhin aus:

„Der Einwand, daß dort die Tauben sich nicht so leicht einfinden werden, dieweil sie ja vor dem Bahnhof ständig gefüttert werden, wurde nicht beachtet. Nun, es wird sich ja zeigen. Die Hunde haben jetzt wenigstens ein Trinkbecken, dies ist das kleine und eben die 3 dünnen Strahlen, und wenn keine Tauben kommen sollten, dann gewiß die Spatzen, auch die Menschen kühlen, wie ich hörte, in diesen heißen Tagen ihre Stirne dort mit angefeuchteten Taschentüchern.“

Der Domvorplatz lag zu dieser Zeit noch vollständig auf Straßenniveau, so dass die Domportale nur über eine näher als heute am Dom liegende Treppe erreicht werden konnten. Seit dem Bau der Domplatte und des darunterliegenden Domparkhauses im Jahr 1970 liegt der Brunnen unmittelbar vor der Treppe. Hierdurch und durch die nur wenige Meter daneben stehende, über 10 m hohe Beton-Kopie der Kreuzblume tritt der bewusst zurückhaltend gestaltete Brunnen in den Hintergrund und wird von vielen Vorübergehenden übersehen.
In der Diskussion über eine „Entrümpelung“ des Stadtraums – verstärkt ab 2012 – spielte der Taubenbrunnen insofern eine Rolle, als die Dominanz der Objekte in seiner unmittelbaren Umgebung kritisiert wurde – nicht nur die Kreuzblumen-Replik, sondern auch das durch „50 Poller, […] vier verschiedenen Lampen, […] Mülleimer“ entstandene „Konglomerat“ an dieser Stelle. Die Versetzung der Kreuzblume an einen anderen Platz sollte ein erster Schritt zur Wiedersichtbarmachung des Brunnens sein. Die Entscheidung hierüber verschob die Stadtverwaltung bis zur geplanten Erneuerung der Domumgebung.

## Beschreibung

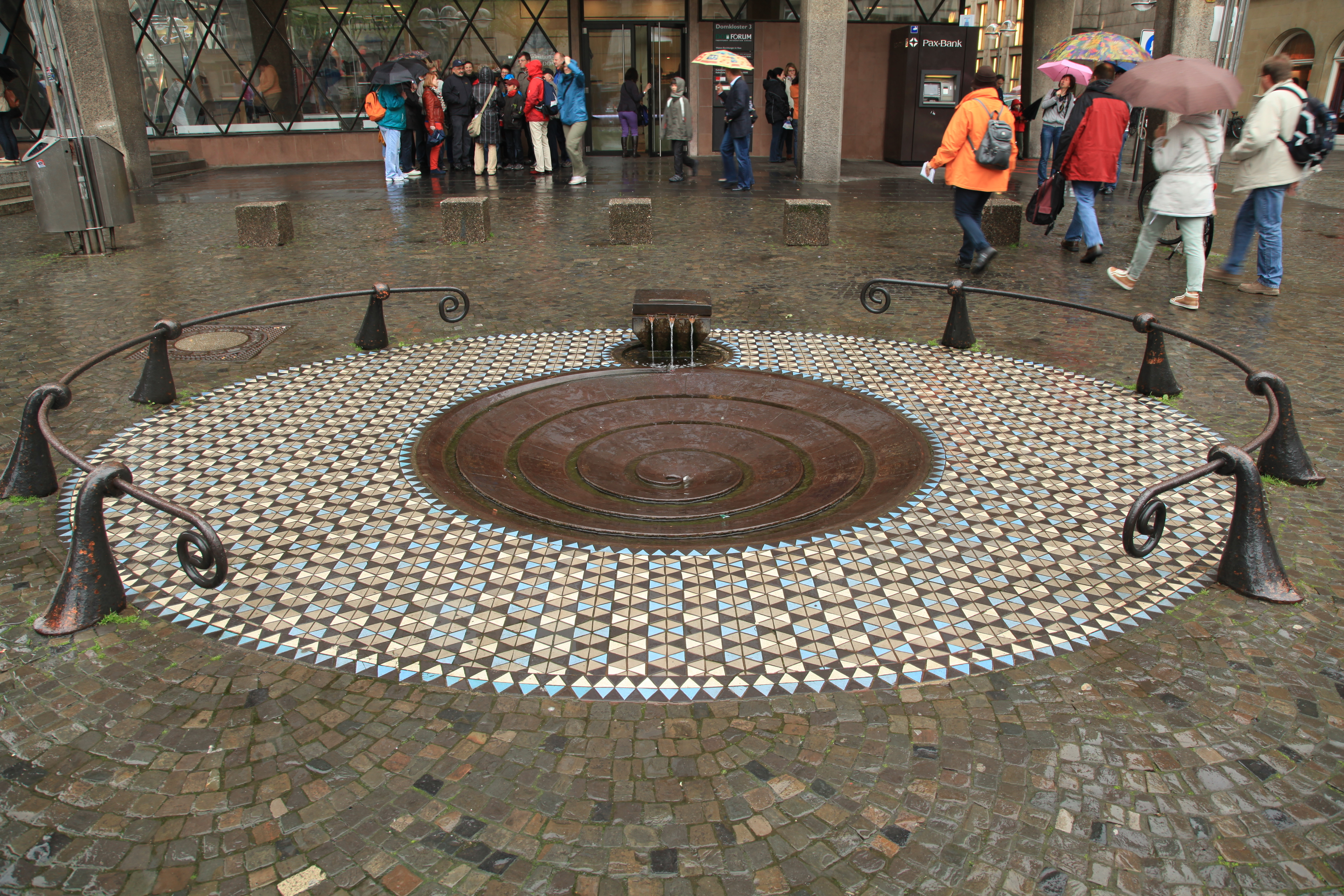
Taubenbrunnen von vorne

In einem ovalen, 540 × 400 cm großen Mosaikfeld, das an zwei Seiten von einer 45 cm hohen Umfriedung aus gebogenen Eisenstangen eingefasst wird, liegt eine kreisrunde Eisenmulde von ca. 2,20 m Durchmesser mit einem spiralförmig zum Zentrum führenden Wasserlauf. An der hinteren Seite des Brunnens ist in die Mosaikumrandung ein kleines, an die zentrale Metallmulde angrenzendes kreisförmiges Becken eingelassen, in dessen Mitte sich der Wasserspender erhebt.

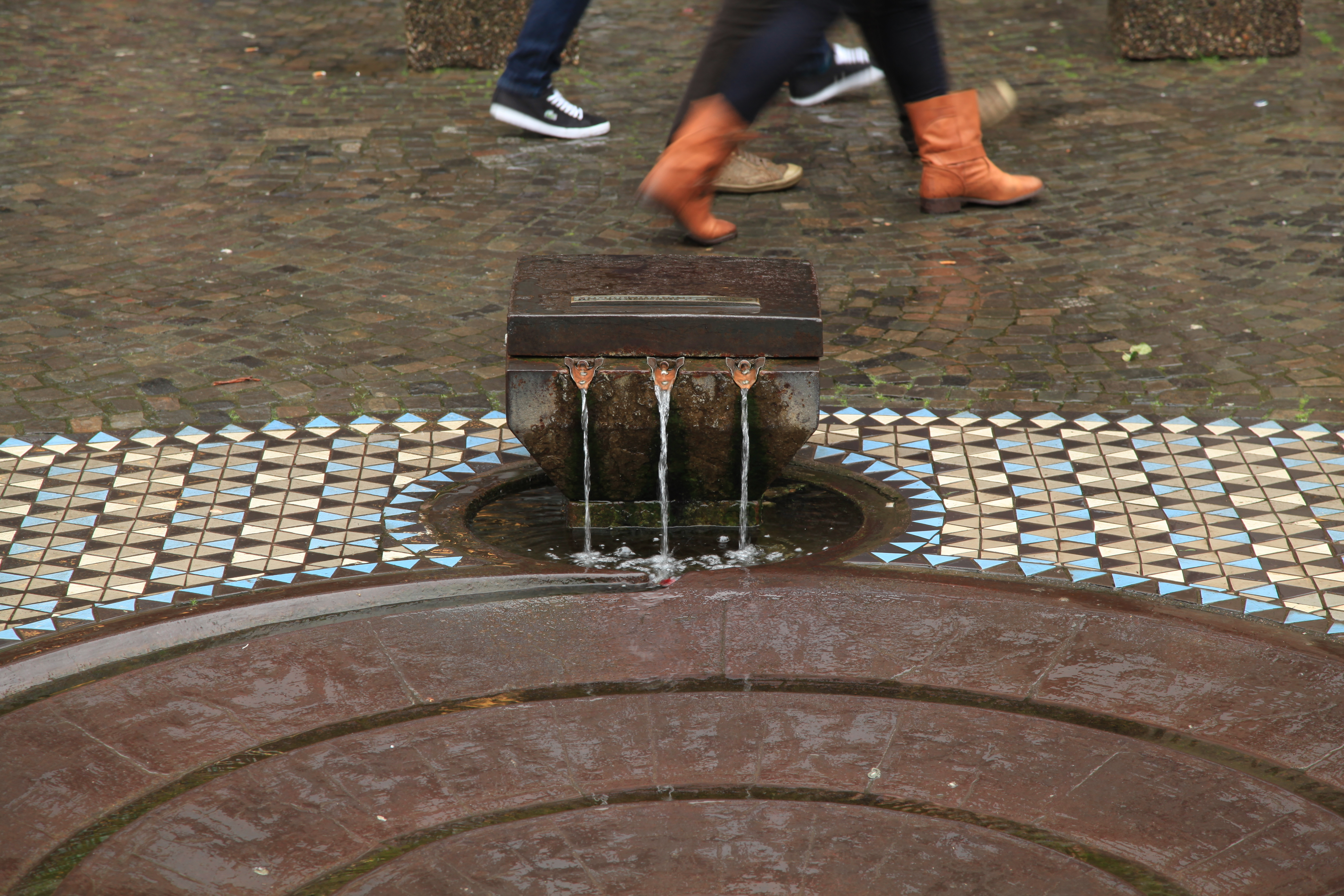
Wasserspender

Der Wasserspender aus Metall, etwa gleich hoch wie die Umfriedung, sitzt auf einem quadratischen Basaltblock. Dieser hat die Form eines umgekehrten quadratischen Pyramidenstumpfs, der nach oben in einen quadratischen Quader übergeht. Von dort aus fließt das Wasser aus drei kleinen Auslässen bzw. Tüllen in die Wasserlaufspirale und weiter zum Abfluss in der Brunnenmitte. Die obere Abdeckung des Wasserspenders bildet ein Metalldeckel, der hinter den Wasserauslässen etwas zurücktritt.

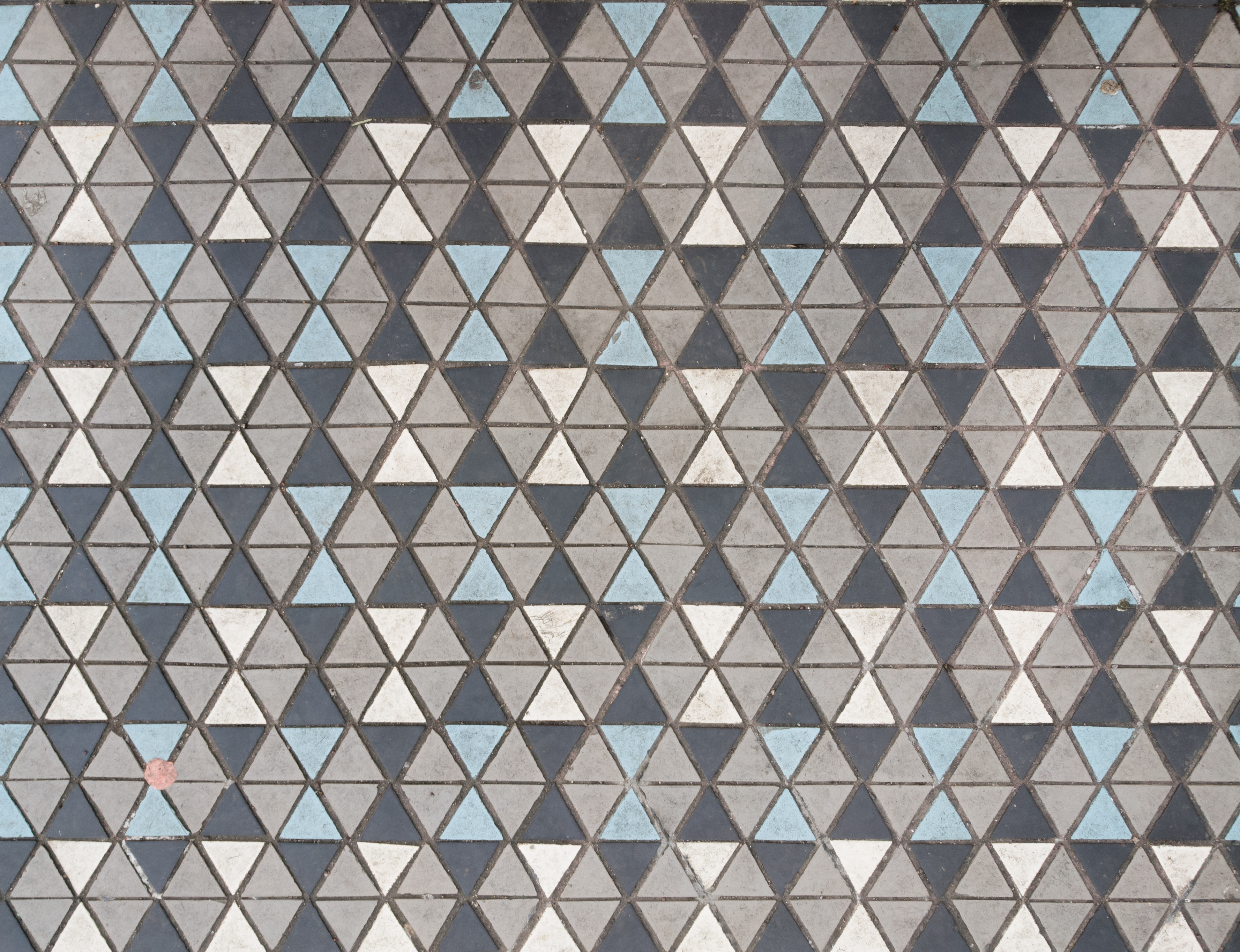
Mosaikmuster

Das Mosaikfeld setzt sich aus gleichseitigen Fliesendreiecken in vier verschiedenen Farben – blau, weiß, grau, schwarz – zusammen. Sie sind so angeordnet, dass die helleren Farben optisch Sechsecke bilden. Eingefasst wird das Mosaikfeld von einer Bordüre aus weißen und blauen Dreiecken. Das streng geometrische Mosaikmuster bildet dabei einen Kontrast zu den weichen, runden Formen von Wasserlauf und Geländer.
Links neben dem Brunnen ist eine Tafel im Boden eingelassen mit folgender Inschrift:
EWALD MATARÉ
1887 - 1965
TAUBENBRUNNEN
1953
Bank für Gemeinwirtschaft, Köln 1953
An der Rückseite des Wasserspenders ist die Inschrift GEGOSSEN BEI FRANZ SCHWARZ DUESSELDORF 1953 angebracht. Auf der Oberseite des Wasserspenders befindet sich ein Metallschild „Kein Trinkwasser“.

## Künstlerische Einordnung

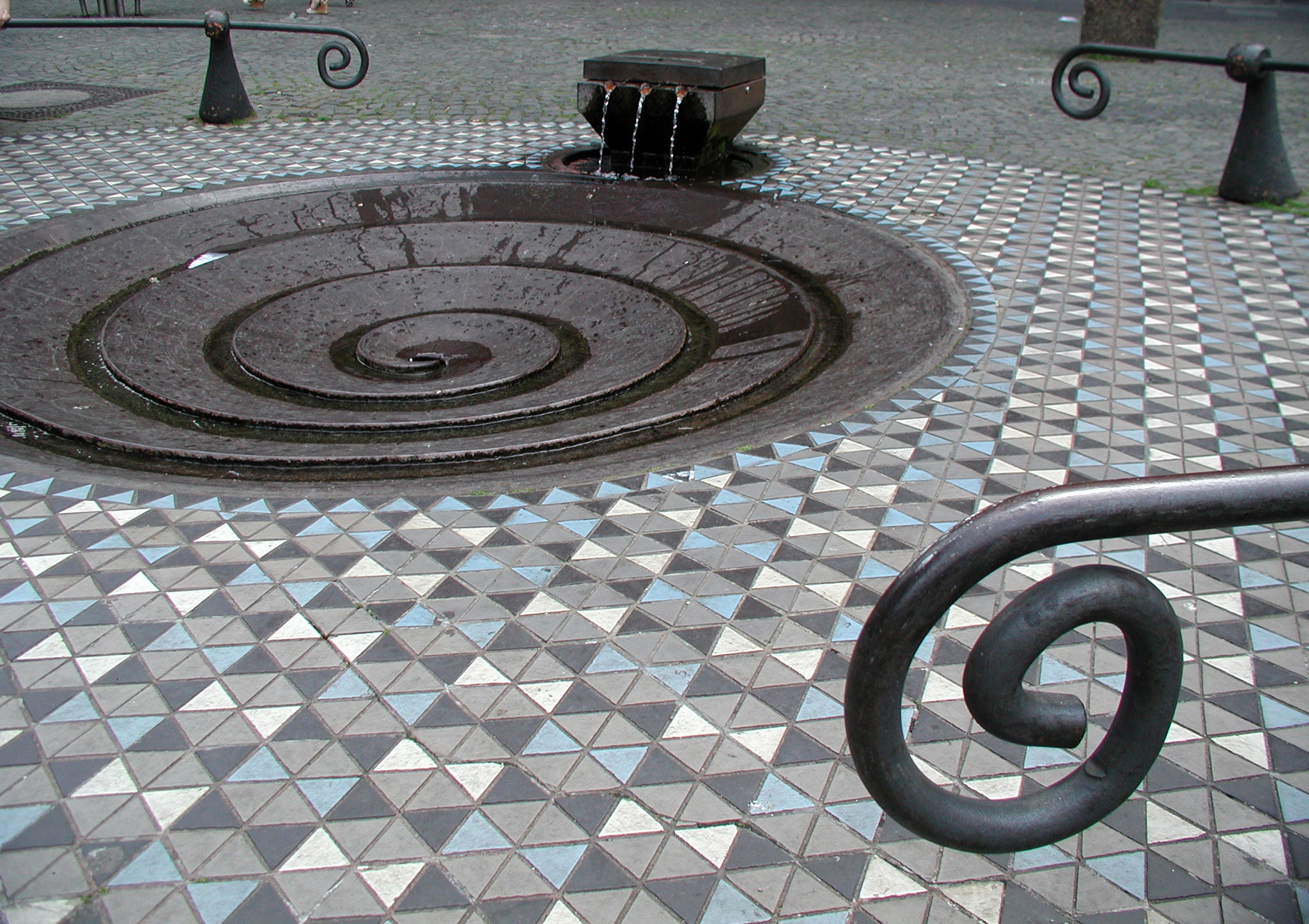
Details der Gestaltung

Ewald Mataré wirkte seit 1946 wieder als Professor an der Düsseldorfer Kunstakademie, nachdem er in der Zeit des Nationalsozialismus als so genannter „entarteter Künstler“ aus seinem Lehramt entlassen worden war. In dieser Zeit entstanden jedoch Arbeiten für kirchliche Auftraggeber, auch in Köln. 1947 gestaltete er dann die neuen Türen für das Südportal des Kölner Doms, 1955 den Stefan-Lochner-Brunnen im Innenhof des Museums für Angewandte Kunst, 1956 die Türen des neuen Gürzenichs.
Die Ästhetik des Taubenbrunnens in seiner „expressiven Einfachheit“ reiht sich nahtlos in Matarés Arbeiten aus dieser Zeit ein. Runde Formen und eine zurückgenommene und feine Ästhetik, wie sie die 1950er Jahre prägten, können einerseits als Gegensatz zum Bauhaus-Stil gesehen werden, sind andererseits auch typisch für die zierlichen und kleinteiligen Dekore dieser Zeit, die einen bewussten Gegensatz zur Monumentalität während der Zeit des Nationalsozialismus bildeten.
Der Kunsthistoriker Gerhard Kolberg reiht den Brunnen in die von der Tierliebe des Künstlers geprägten Arbeiten ein und weist auf die Symbolik der Taube als Friedenssymbol im zerstörten Köln hin. Die Kunsthistorikerin Anke von Heyl bewertet den Taubenbrunnen als „wahres Meisterwerk ästhetischer Gestaltung“ und betont die besondere Ästhetik des schneckenförmigen Wasserlaufes, dessen Form sich in den Voluten des umlaufenden Geländers wiederfinde.
Weitere Bewertungen aus neuerer Zeit betonen die Zartheit und Subtilität der Brunnenplastik oder seine „beispiellose Eleganz“. Die für seine Unterschutzstellung verantwortliche ehemalige Kölner Denkmalkonservatorin Hiltrud Kier nennt ihn „intim“.

## Erhaltung und Denkmalschutz

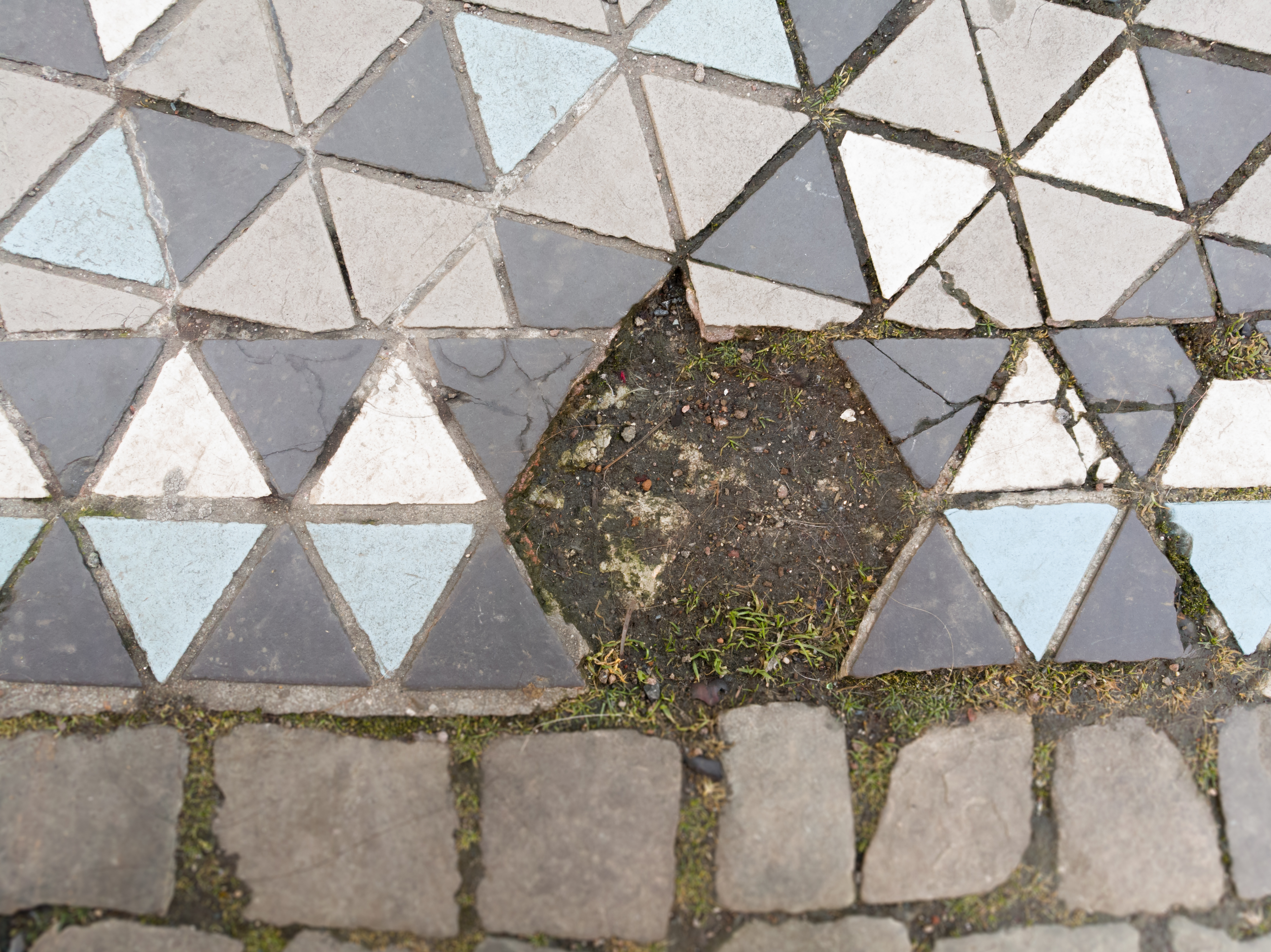
Typischer Mosaikschaden (2017)

Im Mai 1989 wurde der Taubenbrunnen unter der Nummer 4976 in die Denkmalliste der Stadt Köln aufgenommen.
Regelmäßig lösen sich Teile der Mosaikfliesen im Taubenbrunnen, die dann repariert werden müssen. Bei früheren Reparaturen wurde dabei das Mosaik ohne blaue Steine – nicht dem ursprünglichen Muster entsprechend – erneuert. Seit 2006 gibt es eine Vereinbarung zwischen dem Amt des Stadtkonservators und der Kölner Dombauverwaltung, nach der die Stadt das Material stellt und ein Handwerker der Dombauhütte regelmäßig notwendige Reparaturen ausführt. Dabei verwendete der Steinmetz Markus Schroer wieder wie Mataré einen roten Mörtel für die Fugen und rekonstruierte nach und nach auch das ursprüngliche Muster.

## Rezeption
Der Schriftsteller Hans Bender widmete dem Taubenbrunnen eines seiner vierzeiligen Gedichte (Taubenbrunnen vor dem Kölner Dom), in dem er die Beobachtung skizzierte, dass die Tauben nicht in dem für sie gestalteten Brunnen, sondern in den benachbarten Pfützen ihren Durst stillen.
Seit 1960 begann die Stadtverwaltung von Köln, gegen die zunehmenden Taubenpopulationen am Dom und anderen Stellen der Stadt vorzugehen. In einer zehn Jahre nach der Errichtung des Taubenbrunnens hitzig geführten Debatte zwischen Tierschützern, privaten Taubenzüchtern, Stadtverwaltung und Gesundheitsamt um die Methode der Taubenbekämpfung, die über die Grenzen der Stadt hinaus als Aktion Blausäure rezipiert wurde, kommentierte der Kölner Stadt-Anzeiger: „Ein Denkmal für die vergasten Tiere haben wir ja schon: den Taubenbrunnen vor dem Dom.“